# Lamprosema tristrialis
Lamprosema tristrialis là một loài bướm đêm trong họ Crambidae.